# Gegen Frauenhass
Gegen Frauenhass ist der Titel eines Sachbuches der Rechtsanwältin und Sachbuchautorin Christina Clemm. In ihrem zweiten Buch beschäftigt sich Clemm mit den Schicksalen gewaltbetroffener Frauen, fragt nach den Hintergründen und arbeitet die zugrunde liegenden Mechanismen von Sexismus und Frauenhass heraus. Das Werk erschien 2023 im Hanser Verlag.  2024 wurde das Buch für den Preis der Leipziger Buchmesse nominiert.

## Inhalt
Anhand von aktuellen Fällen zeigt Clemm auf, welche Mechanismen wirken, wenn Frauen von ihren (Ex-)Partnern angegriffen, verletzt und sogar getötet werden. Meist sei dies ein längerer Prozess, in dessen Verlauf sich psychische, physische und sexuelle Gewalt steigern. Isolation und Kontrolle seien wichtige Hebel, um die Frau abhängig zu machen. Jeder Versuch, aus der Abhängigkeit auszubrechen, steigere die Wut der Täter und damit die Gewaltspirale. Selbst wenn die Frau es geschafft habe, sich aus der gewaltdominierten Beziehung zu befreien, sei es ein Ziel der Täter, wieder Kontrolle über die Frau zu erlangen. Ein wichtiger Hebel hierfür seien gemeinsame Kinder; ein gemeinsames Sorgerecht erlaube es den Tätern, der Frau weiterhin nahe zu sein und Entscheidungen zu beeinflussen.
Sie konstatiert, dass geschlechtsbezogene Gewalt ein strukturelles Problem und das verbindende Thema von Gewaltverbrechen ein Besitzanspruch sei. Die Frau werde nicht als gleichberechtigter Mensch wahrgenommen, sondern als dem Mann unter- und zugeordnet. Die Vorstellung eines solchen Machtgefälles sei im patriarchalen System tief verankert. Diese Art von Machtgefälle spiegele sich auch im Rechtssystem, im Gesellschaftssystem und im Wirtschaftssystem. Sie fordert die Abkehr von einer verharmlosenden Täter-Opfer-Umkehr, die Gewalt normalisiere, etwa wenn gefragt würde, warum das Opfer einer Partnerschaftstat den Täter nicht verlassen habe. Es müsse vielmehr die Frage gestellt werden, warum der Täter nicht aufgehört habe, Gewalt auszuüben.
Eine wesentliche Grundkomponente sei Sexismus; er beruht auf der Grundannahme, dass Menschen in zwei vermeintlich von Natur aus zu unterscheidende Gruppen unterteilt werden können, in Männer und Frauen. Diese hätten von Natur aus unterschiedliche Eigenschaften. Statt Freiheit und Gleichberechtigung für alle zu fordern, wird die binäre Geschlechtszuordnung mit ihren traditionellen Rollenzuschreibungen mit allen Mitteln verteidigt. Denn diese diene dem Erhalt von Macht im bestehenden Gesellschaftssystem. Sexismus sei daher die Weltanschauung, die die theoretische Grundlage für den Anspruch der männlichen Vorherrschaft liefert. Es ist damit das Fundament eines patriarchalen Gesellschaftssystems. Heute sind in Europa die Ungerechtigkeiten oft subtiler, psychologischer und schwerer zu greifen, aber nichtsdestotrotz sehr wirksam.
Frauenhass basiert daher immer auf Sexismus. Sexismus sei die systematische Benachteiligung, Abwertung, Verletzung und Unterdrückung einer Person oder Gruppe aufgrund ihres Geschlechts, Frauenhass ist die Umsetzung dieser Überzeugung in handfeste Taten, insbesondere wenn der Anspruch der Vorherrschaft verletzt gesehen wird. Dazu gehört auch digitale Gewalt, die durchaus ein Vorläufer für reale Gewalt sein kann.
Patriarchale Vorstellungen seien aber auch in den Bereichen zu beobachten, die für den Schutz von Opfern zuständig sind, wie Polizei und Justiz. Auch Politiker, meist aus dem rechten Spektrum, würden nicht vor misogynen und sexistischen Äußerungen und Programmen zurückschrecken. Konsequenzen habe dies für diese ausführenden Gruppen meist keine. Meist verbinde sich Sexismus auch mit Rassismus, damit sind insbesondere auch nicht-weiße Frauen und behinderte Frauen besonders gefährdet.
Sexueller Gewalt wird ein eigenes Kapitel gewidmet. Clemm beschreibt, dass nicht Sex im Vordergrund steht, sondern Macht. Daher sei Vergewaltigung immer eine klare Machtdemonstration und ein Ausdruck von Sexismus und Frauenhass.

## Rezensionen
Im WDR meinte Kamala Dubrovnik, dass Christina Clemm ohne viel Fachjargon Strukturen benenne und klarmache, „dass es Frauenhass ist, der der Gewalt zugrunde liegt“.
Antonia Baum stellt in Die Zeit fest, dass Clemm aufgrund ihrer Erfahrungen als Anwältin aufzeige, dass häusliche Gewalt als Familientragödie oder Partnerschaftsgewalt verharmlost werde, obwohl 80 % der Opfer weiblich seinen. Clemm beschreibe auch, dass Frauen vor dieser Gewalt nirgends sicher seien, milieu- und schichtunabhängig, egal ob Stadt oder auf dem Dorf, am allerwenigsten seien Frauen aber zuhause sicher. In dem Buch werde auch aufgezeigt, dass häusliche Gewalt nichts mit Liebe, aber sehr viel mit Frauenhass und Machtphantasien zu tun hat. Aber auch Polizei und Justiz wären nicht frei von Vorurteilen, es wäre ein gesamtgesellschaftlicher Umkehr notwendig: von der Frage, was die Frau falsch gemacht hat, hin zu dem Täter.
Katharina König (Der Freitag) meinte, dass ein Buch gegen Frauenhass immer noch sehr aktuell sei. Es sei zu wenig von Macht die Rede und zu viele romantisierende Erklärungsmuster von schiefgegangener Liebe im Umlauf. Clemm kläre sehr radikal auf.
In der Neuen Westfälischen wird aufgezeigt, dass Clemm klar stelle, dass alle Frauen betroffen sein können und alle Männer Täter sein können. Der Grund sei tief verwurzelter Frauenhass.
Christiane Lutz schreibt in der Süddeutschen Zeitung, dass Clemm in diesen Buch  Gewaltstrukturen und Misogynie beschreibe und dass Opfer sexualisierter Gewalt bei Partnerschaftsgewalt kaum eine Chance hätten, dass das erfahrene Unrecht vor Gericht anerkannt wird.